# Mangaldoi
Mangaldoi is een stad en gemeente in het district Darrang van de Indiase staat Assam. 

## Demografie
Volgens de Indiase volkstelling van 2001 wonen er 23.854 mensen in Mangaldoi, waarvan 52% mannelijk en 48% vrouwelijk is. De plaats heeft een alfabetiseringsgraad van 81%. 